# Ludvig Nielsen

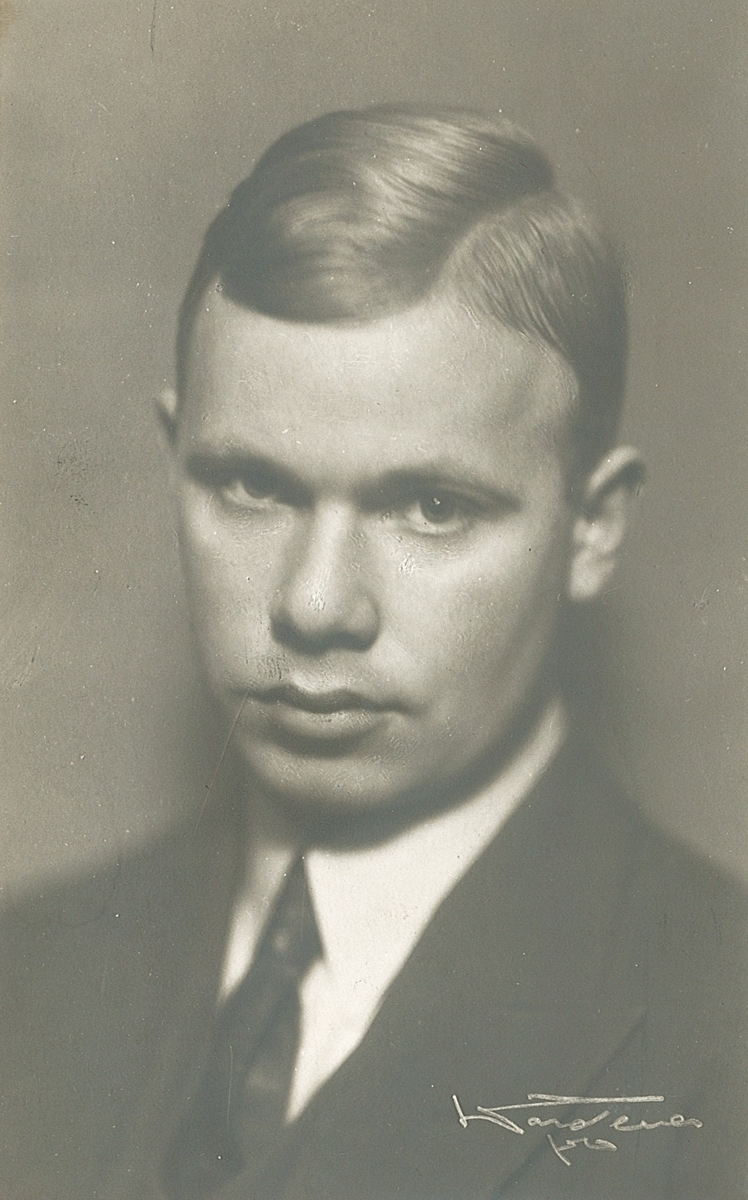
Ludvig Nielsen (Aufnahme der 30er Jahre)

Ludvig Nielsen (* 3. Februar 1906 in Borge heute Fredrikstad; † 22. April 2001 in Trondheim) war ein norwegischer Organist und Komponist.
Nielsen wurde an den Konservatorien von Oslo und Leipzig zum Kirchenmusiker ausgebildet. Er war von 1924 bis 1932 Organist an der Høvik kirke, danach an der Ris kirke in Oslo. 1935 wurde er Kantor und Organist am berühmten Nidarosdomen in Trondheim. Er leitete außerdem den Kathedralenchor, den er 1946 gegründet hatte, und den Knabenchor des Doms.
Seit 1950 führte er hier jährlich Bachs beide Passionen und das Weihnachtsoratorium auf. Als Organist trat er in Norwegen und den anderen skandinavischen Staaten, England, Deutschland und Österreich auf. Er spielte auch zwei Alben mit eigenen Werken ein. Außerdem unterrichtete er am Konservatorium von Trondheim und am norwegischen Lehrerkolleg.
Neben Orgelwerken komponierte Nielsen mehrere Instrumentalkonzerte, Kantaten und Motetten und weitere Chorwerke. Er wurde u. a. als Ritter des Sankt-Olav-Ordens, mit dem Dannebrog-Orden und dem Lindemansprisen ausgezeichnet.

## Werke
- Benedicamus, 1972
- Dignare, Domine für vier Stimmen, vierstimmigen gemischten Chor, Orgel und Orchester, 1945, 1990
- Draumkvedet : Et liturgisk oratorium für zwei Chöre, Bariton, zwei Ogeln, Trompete, Horn, Flöte und Oboe
- Exultate deo adjutori nostri: Pris Gud vår hjelper für sechsstimmigen gemischten Chor
- Fagnadarsongar für vier Solisten, gemischten Chor und Orchester
- Fantasy on a Chorale Tune für Orgel, 1973
- Fantasy on Two Old St. Olaf's Day Tunes für Orgel, 1941
- Fire koralbearbeidelser for 5-stemmig blandet kor a cappella
- Four Religious Folk Tunes for Violin, Cello and Organ, 1974
- Fire salmer for en solstemme og orgel
- For loven ble gitt ved Moses für Chor und Tenor
- Gjennom denne dagens tider für Chor
- Gjør døren høy, Vesper for adven für Tenor, Chor und Orchester, 1982
- Guds rike: Koralkantate für gemischten Chor
- Liturgical Songs for the Church Year für gemischten Chor, 1970
- Herleg renn dagen für gemischten Chor, zwei Trompeten und Orgel, 1984
- Herre, vår Herre, hvor herlig er ditt navn over all jorden... für achtstimmigen Chor und Tonband
- Hvis ikke hvetekornet faller i jorden og dør für gemischten Chor
- Hyllest til Elias Blix : Koralkantate für Sopran, Bariton, gemischten Chor und Orchester
- Høytid, op. 73 : En julesalme til tekst av Leif Ofstad... für Chor, Streichorchester und Orgel
- I dag, om i hører hans røst für Chor
- Ikke på våre rettferdige gjerninger für Chor
- Intrata Based Upon the Hymn Tune Praise to God in Our Music für Orgel
- Intrata solemnis für Orgel, 1958
- Introduktion og fuge, h-moll für Orgel, 1943
- Jubilemus cordis voce für Solisten, Chor, Orgel und Orchester
- Christmas Fantasy für Orgel, 1949
- Concerto for Organ and Orchestra No. 2, 1982
- Concerto for Organ and String Orchestra: Variations and Fugue on St.Magnus-hymn, Orkneys, 12th Cent., 1965
- Koralvariasjoner: Himmelen med all sin her, 1986
- Lilja für gemischten Chor, Solisten, Erzähler, Orgel und Orchester
- Meditasjoner for orgel etter korverket "Fagnadarsongar"
- Meditation funebre für Orgel, 1968
- Mass for St. Olaf's Day für Chor, Soliasten, Orgel und Orchester, 1948
- The Bells of The Nidaros Cathedral: Organ Fantasy, 1976
- Norges folk og Norges kirke: Av Intrata Solemnis für Chor
- Ordet für gemischten Chor und Sopran, 1979
- Orgelkoraler, 1942
- Orgelmesse, 1984
- Orgelsuite nr. 2 for advent, 1983
- Passacaglia on Draumkvedet für Orgel, 1963
- Preludium og fuge over Bach für Orgel, 1985
- Preludium, Passacaglia og fuge for orgel, 1979
- Salme 150 med koral "Min sjel, min sjel, lov Herren" für Chor, Bläser und Pauken
- Se, vi går opp til Jerusalem für Chor
- Storleg gle' me oss i Herren für Chor, Tenor, zwei Hörner, zwei Trompeten, zwei Posaunen und Orgel
- Symfonisk Orgelverk: Etter satser fra Te Deum
- Te deum laudamus: Dig, Gud, lover vi, dig, Herre, für Chor und Orchester
- Under kirkehvelv: Kirkemusikk i gudstjenesteform
- Variations on "Ingen vinner frem til den evige ro" für Orgel, 1941
- Variasjoner over folketonen "Nu sjunge vi så lystelig" für Orgel
- Veni Creator: Chorale partita for Mixed Choir and Orchestra or Organ, 1964
- Veni Redemptor Gentium: Et Dies Iræ für Orgel, 1981
- Wedding Music for Organ, 1977.